# Jaime Sunyé Neto
Jaime Sunyé Neto (Curitiba, 2 de maig de 1957), és un jugador d'escacs brasiler, descendent de catalans, que obtingué el títol de Mestre Internacional el 1980, i el de Gran Mestre el 1986. Sunyé, que és enginyer civil, té un extens currículum tant com a professional dels escacs com a dirigent i organitzador en l'àmbit escaquístic.

## Resultats destacats en competició

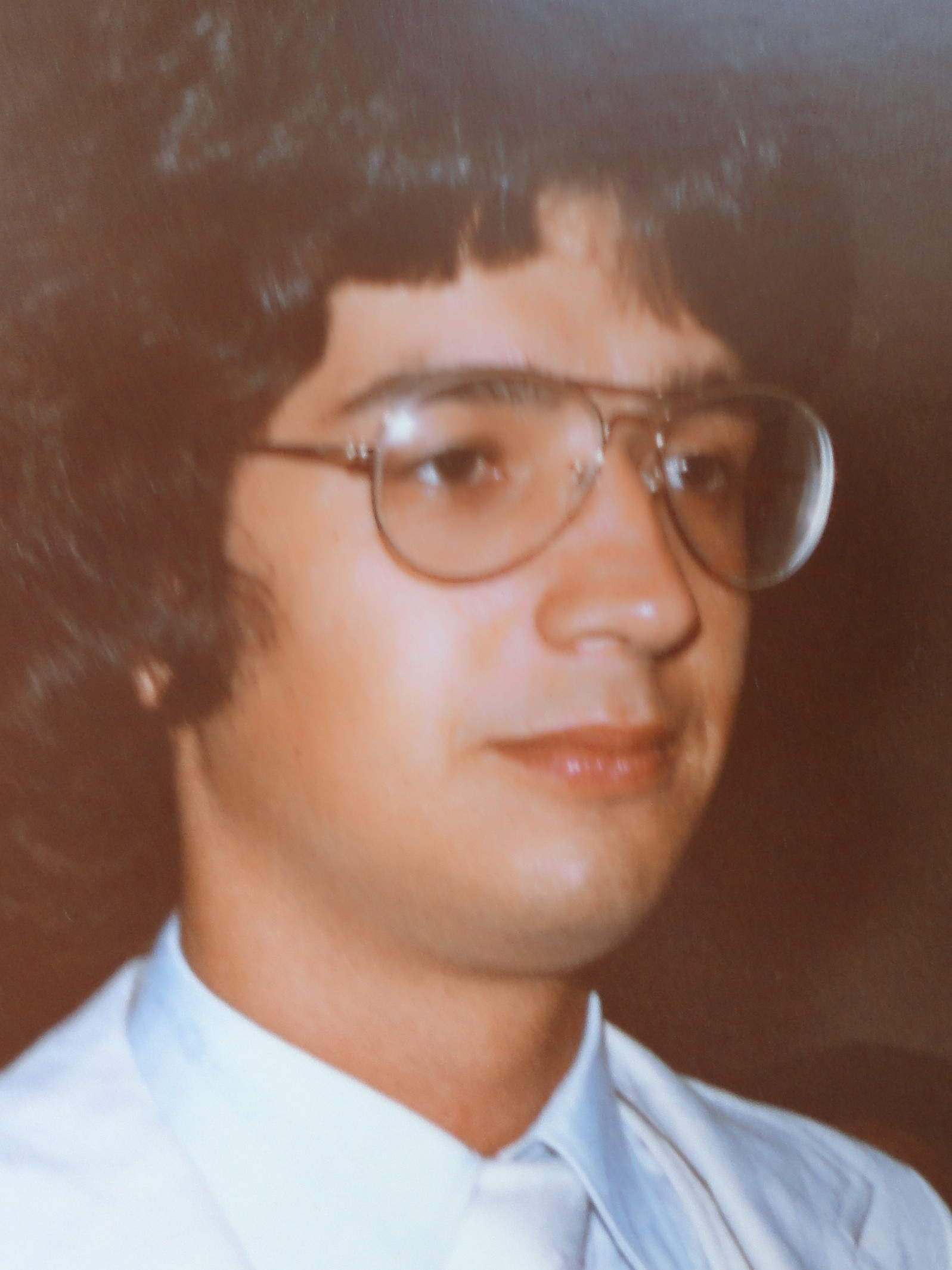
Neto, a l'Interzonal de 1979

En Sunyé ha estat Campió del Brasil set cops, in 1976, 1977, 1979, 1980, 1981, 1982 i 1983 (ex aequo).
Va participar en el seu primer Interzonal el 1979, on hi acabà cinquè. Empatà al segon lloc a l'Havana 1985, fou primer a Zenica 1986 i va guanyar el Torneig Zonal de Sud-amèrica el 1989.
Entre 1978 i 1986 fou un puntal de l'equip del Brasil a les Olimpíades d'escacs, i va assolir una medalla d'or individual a l'Olimpíada d'escacs de 1992 a Manila (fou el primer cop que un brasiler obtenia una medalla en una olimpíada d'escacs).

## Activitats organitzatives i polítiques
Sunyé fou president de la Federació d'escacs del Brasil entre 1988 i 1992. Va ser també president del Consell de Jugadors de la Federació Internacional d'Escacs (FIDE) des de 1988 a 1994 i després President Continental per a les Amèriques i Vicepresident de la FIDE des de 1994 a 1998.
El 1996, va presentar-se a les eleccions a la Presidència de la FIDE, encapçalant un important equip de col·laboradors, que va aconseguir el suport de la pràctica totalitat de països europeus.
Malgrat això, el congrés de la FIDE i el procés de les eleccions en general van tenir lloc sota circumstàncies molt sospitoses, inclòs el fet que un empleat de la FIDE, Ignatius Leong, de Singapur, que ostentava una sèrie de poders, es va sentir amenaçat i va arribar a demanar la protecció de l'Ambaixada dels Estats Units. Leong va delegar els seus poders, sota evident pressió, a favor de l'actual president, Kirsan Iliumjínov, qui a més va distribuir regals als delegats i, en general, va exercir una gran influència i pressió sobre els delegats, especialment de les federacions d'Amèrica Llatina i Àfrica.
Iliumjínov va oferir a membres de l'equip de Sunyé d'unir-se a la seva candidatura, una oferta que va ser acceptada per Steven Doyle (EUA), Andrei Makarov (Rússia) i Noureddine Tabbane (Tunísia). Quan finalment es va fer el recompte de vots, en Sunyé va perdre per 87 vots contra 44.